# Sadakazu Fujii
Pour les articles homonymes, voir Fujii.
Sadakazu Fujii (藤井 貞和, Fujii Sadakazu), né le 20 avril 1942 à Tokyo, est un poète japonais et spécialiste de littérature japonaise dont les anciens romans, le Man'yōshū, la littérature orale, la langue et la culture d'Okinawa, la langue aïnu et la poésie contemporaine. Son étude du Genji monogatari fait autorité. Ses poèmes comme ses palindromes sont utilisées dans les compositions musicales de Yūji Takahashi.
Il est lauréat du prix Jun Takami en 2010

## Publications
- The New Poetry of Japan—The 70s and 80s, Thomas Fitzsimmons (éd.) et Yoshimasu Gozo (éd.), Katydid Books, 1993 (ce livre contient les œuvres de cinq poètes japonais des années 1970 et 1980 dont Fujii Sadakazu, Hirata Toshiko, Hisaki Matsuura, Yoshida Tuminori et Inagawa Masato)
- The Relationship Between the Romance, and Religious Observances: Genji Monogatavi as Myth, Japanese journal of Religious Studies, 912-3, juin-septembre 1982
- Monogatari riron kogi [Lectures on the Theory of Narrative], Tokyo Daigaku Shuppankai, 2004
- Monogatari bungaku seiritsushi (History of the Rise of Monogatari Literature), Tokyo UP, 1987